# Uy Hải
Uy Hải (tiếng Trung: 威海市; bính âm: Wēihǎi, trước đây là Uy Hải Vệ (tiếng Trung: 威海衛; bính âm: Wēihǎi Wèi), tiếng Anh: Port Edward theo thời thuộc địa) là một địa cấp thị của tỉnh Sơn Đông, Trung Quốc. Đây là địa cấp thị cực đông của tỉnh Sơn Đông, có một hải cảng lớn, giáp Yên Đài về phía Tây và nhìn ra Hoàng Hải. Thành phố có diện tích 5.956 km², dân số năm 2020 là 2.906.548 người, mật độ dân số đạt 490 người/km². Vùng đô thị có diện tích 2.605,9 km² và dân số 1.728.259 người.

## Hành chính
Thành phố Uy Hải quản lý 4 đơn vị hành chính gồm 2 quận và 2 thành phố cấp huyện.
- Khu: Hoàn Thúy (环翠区), Văn Đăng (文登区).
- Thành phố cấp huyện: Vinh Thành (荣成市), Nhũ Sơn (乳山市).

## Các thành phố kết nghĩa
- Cheltenham, Anh quốc (từ 21 tháng 5 năm 1987)
- Ube, Yamaguchi, Nhật Bản (18 tháng 5 năm 1992)
- Santa Barbara, Hoa Kỳ (8 tháng 12 năm 1994)
- Yeosu,Hàn Quốc,(1 tháng 2 năm1994)
- Sochi, Nga (18 tháng 10 năm 1996)
- Biella, Italia (22 tháng 10 năm 1996)
- Timaru, New Zealand (30 tháng 7 năm 1998)
- Brazzaville, Cộng hòa Congo (24 tháng 5 năm 2004)